# Tylodinella spongotheras
Tylodinella spongotheras är en snäckart som beskrevs av Karl Bertsch 1980. Tylodinella spongotheras ingår i släktet Tylodinella och familjen Tylodinidae. Inga underarter finns listade i Catalogue of Life.